# Quảng cáo video
Quảng cáo video bao gồm các quảng cáo hiển thị trực tuyến có video bên trong chúng. Như thông thường, quảng cáo video đề cập đến quảng cáo xảy ra trước, trong hoặc sau một luồng video trên internet.
Các đơn vị quảng cáo được sử dụng trong trường hợp này là pre-roll, mid-roll và post-roll và tất cả các đơn vị quảng cáo này giống như phim quảng cáo tại chỗ truyền thống mà bạn thấy trên truyền hình, mặc dù thường chúng bị "cắt giảm" để ngắn hơn phiên bản được chiếu trên TV nếu đoạn video đó chạy trực tuyến.
Các trang web phát sóng như Sky.com và itv.com có quảng cáo như vậy trên các trang web của họ, cũng như các trang web báo chí như The Telegraph và The Guardian. Trong năm 2010, quảng cáo video chiếm 12,8% tổng số video được xem và 1,2% tổng số phút dành để xem video trực tuyến.
Vào tháng 7 năm 2014, Facebook đã trả khoảng 400 triệu đô la để mua LiveRail, nhà phân phối quảng cáo video sử dụng đặt giá thầu thời gian thực để đặt hơn 7 tỷ quảng cáo video mỗi tháng.

## Các loại quảng cáo video
Theo Cục quảng cáo tương tác (IAB), có ba loại quảng cáo video:
- Quảng cáo video tuyến tính - quảng cáo được trình bày trước, ở giữa hoặc sau khi người dùng sử dụng nội dung video, giống như cách quảng cáo trên TV có thể phát trước, trong hoặc sau chương trình đã chọn.
- Quảng cáo video phi tuyến tính - quảng cáo chạy đồng thời với nội dung video để người dùng thấy quảng cáo trong khi xem nội dung.
- Quảng cáo đồng hành - thường là văn bản, quảng cáo hiển thị, đa phương tiện hoặc giao diện bao quanh trải nghiệm video.

## Những loại quảng cáo video trên Youtube & Facebook

### Youtube[4]
Quảng cáo video có thể bỏ qua: loại quảng cáo này cho phép người xem bỏ qua quảng cáo sau 5 giây nếu họ muốn. Loại quảng cáo này sẽ được chèn vào trước, trong hoặc sau khi phát video chính.
Quảng cáo video không thể bỏ qua: Người xem bắt buộc phải xem hết quảng cáo video rồi mới được xem video chính. Các quảng cáo này có thể xuất hiện cả trước, trong hoặc sau video chính. Thời lượng 15 hoặc 20 giây tuỳ theo tiêu chuẩn khu vực
Quảng cáo đệm: quảng cáo video không thể bỏ qua có độ dài tối ta đa 6 giây mà khán giả phải xem hết mới dược phép xem video chính.

### Facebook[5]
Đối với nền tảng Facebook, quảng cáo video có thể xuất hiện trên bảng tin Facebook, Các video trên facebook, tin trên Facebook, hộp thư Messenger, Instagram Stories.

## Lợi ích của quảng cáo video[6]

### Tính phổ biến
Người dùng luôn thích xem các video bắt mắt và liên quan đến nội dung video. Hơn 80% người xem trên thế giới có thói quen xem video trực tuyến. Gần 4 triệu video trên Youtube được xem trực tuyến hàng ngày khắp thế giới.
Vì thế, nhà marketing sẽ nhắm mục tiêu vào diện rộng các người dùng để quảng cáo video cho sản phẩm của họ. Khách hàng đầu tư thời gian và chất chứa nhiều cảm xúc khi xem video quảng cáo sản phẩm mà họ yêu thích. Họ có thể được thông báo các thông tin về sản phẩm mà video đưa ra. Tâm lý học con người cũng đóng một vai trò to lớn trong quảng cáo. Một phần ba người chọn sản phẩm sau khi xem các video có liên quan. Doanh nghiệp có thể thêm nhạc nền vào quảng cáo video nhằm tăng sức ảnh hưởng. ĐIều này có thể giúp doanh số doanh nghiệp tăng lên tận 50%. Quảng cáo video đóng vai trò công cụ cạnh tranh hiệu quả để phát triển doanh số công ty.
Chuyển đổi và thúc đẩy doanh số:
Quảng cáo video có thể thúc đẩy khách hàng đến trang web và mua sản phẩm. Vì thế, doanh nghiệp cần chú ý thực hiện các video quảng cáo ngắn gọn, súc tích, và dễ hiểu.
Đối với người dùng, một video quảng cáo có giá trị khi nó chứa thông điệp rõ ràng và bắt mắt. Quảng cáo không gây phiền nhiễu có thể thu hút khách hàng mua sản phẩm nhiều hơn. Và đặc biệt, cần dẫn người dùng đến các hành động cụ thể sau khi xem quảng cáo video. Quảng cáo video có thể xây dựng lòng tin tưởng của khách hàng với một thương hiệu cụ thể.
Sử dụng một quảng cáo video để giới thiệu sản phẩm có thể tăng doanh số sản phẩm lên tận 40% và đây cũng là cách tốt để gợi nhớ khách hàng về sản phẩm cũ. Khách hàng có xu hướng nhớ các quảng cáo video họ xem trong vòng 1 tháng đổ lại. Hơn 40% người mua sản phẩm sau khi xem quảng cáo video về sản phẩm đó.

### Dễ dàng chia sẻ video
Người dùng ưa thích chia sẻ video cho gia đình, bạn bè và người quen. Họ chia sẻ video họ thích trên các nền tảng mạng xã hội khác nhau. Có gần 92% video được chia sẻ thường xuyên trên các kênh mạng xã hội và vì thế, cách hiệu quả nhất để truyền thông tới người dùng là thông qua các kênh này.
Số lượt chia sẻ video càng nhiều thì thương hiệu đó càng được nổi trội. Doanh nghiệp cần xây dựng nội dung video hướng đến nhóm khách hàng cụ thể nhằm tăng lượng tương tác, gia tăng độ nhận biết thương hiệu và lòng trung thành khách hàng. Điều này cũng giúp khách hàng trao đổi, tương tác với thương hiệu và phát triển tính cách thương hiệu cụ thể hơn. Nói tóm lại, quảng cáo video giúp nhân hóa sản phẩm của doanh nghiệp.

### Công cụ thân thiện
Người dùng thường xem quảng cáo video trên điện thoại di động hơn là máy tính. Số lượng người sử dụng điện thoại ngày càng gia tăng và một số lượng lớn khách hàng doanh nghiệp B2B có xu hướng mua hàng thông qua việc xem một video quảng cáo ngắn về sản phẩm.
Tâm lý học con người cho biết người dùng thường có thời gian tập trung ngắn hạn. Vì thế, các quảng cáo video thường chỉ kéo dài trong 30 giây. 5 giây đầu tiên nhằm lôi kéo sự quan tậm của người xem.
Đây là lý do vì sao quảng cáo video được xem là sự lựa chọn thuận tiện cho cả doanh nghiệp lẫn người dùng.

### Chia sẻ thông tin
Qua quảng cáo video, doanh nghiệp có thể giáo dục khách hàng về một chủ đề cụ thể nào đó, ví dụ như: các video dạy sử dụng sản phẩm.
Quảng cáo video là một trong các phương tiện truyền thông kể chuyện hiệu quả nhất. Loại hình video có thể thu hút người xem và truyền tải thông điệp chỉ trong thời gian ngắn.
Video có thể giáo dục, tạo động lực và giải trí con người. Quảng cáo video có ảnh hưởng cảm xúc lên người xem và vì thế, nhà marketing sử dụng công cụ này nhằm gia tăng mối quan hệ xúc cảm với khách hàng. Nội dung video tốt có thể giúp người xem hiểu biết thông tin chính xác hơn.

### Lợi íchSEO
Công cụ tìm kiếm như Google, Bing, ... có xu hướng xuất hiện các nội dung video hơn là cách dạng nội dung khác. Chúng được mặc định để đưa các nội dung video lên đầu trang tìm kiếm và vì thế, nhà marketing có thể sử dụng công cụ để gia tăng thứ hạng video của mình trên bảng xếp hạng công cụ tìm kiếm.
Phân phối video trên các nền tảng mạng xã hội khác nhau có thể giúp doanh nghiệp tiếp cận người dùng đối tượng. Ngoài ra, người dùng cũng có thể tìm thấy các thông tin tương tự và giao tiếp với nhà marketing. Để làm được điều này, doanh nghiệp cần tối ưu hóa nội dung video, nghĩa là một video ngắn với tiêu đề và nội dung bắt mắt.

### Dễ phân tích
Một trong những lợi ích tuyệt vời nhất của quảng cáo video là nó dễ dàng được đo lường trên các nền tảng khác nhau như Facebook, Youtube.
Nhà marketing sử dụng số liệu phân tích để đưa ra kết quả có bao nhiêu video được like, chia sẻ. Lượt like, chia sẻ và bình luận có thể giúp nhà marketing tái xây dựng chiến dịch marketing của họ. Đồng thời, nó còn giúp gia tăng lượt traffic dẫn vào trang web của doanh nghiệp.
Người dùng có thể phản hồi và tương tác với thương hiệu trong thời gian thực tiễn và các phản hồi này được sử dụng nhằm định hướng cho chiến dịch marketing thành công.

### Ít tốn kém
Nền tảng trực tuyến như Google, Youtube, ... chiếm ít chi phí hơn các kênh truyền thống khác. Quảng cáo video trực tuyến trên kết quả tìm kiếm Google có thể trụ vững tại đó trong thời gian lâu dài và không dễ dàng bị gỡ bỏ. Đây là một lợi ích rất to lớn cho doanh nghiệp nếu họ có nội dung video hấp dẫn.
Doanh nghiệp có thể dành nhiều tiền để truyền thông video qua các kênh khác nhau. Tuy nhiên, không như kênh truyền thống, các quảng cáo này không thể gỡ bỏ nếu doanh nghiệp chưa trả tiền thuê. Ngoài ra, đây là phương pháp tiết kiệm để quảng cáo sản phẩm, dịch vụ và các quảng cáo video là không có giới hạn.
Doanh nghiệp không cần chi nhiều tiền để xây dựng quảng cáo video cho các kênh truyền thống vì người dùng sẽ tự mình chia sẻ các video này.
Nền tảng và phương tiện không giới hạn:
Quảng cáo video có thể được chia sẻ trên nhiều nền tảng. Điều này giúp nhà marketing tiếp cận với nhiều khách hàng hơn. Quảng cáo video có thể vận hành trên nhiều phương tiện điện tử khác nhau như máy tính, điện thoại và TV. Nói cách khác thì quảng cáo video giúp tăng nhận diện thương hiệu và lợi thế so với đối thủ.
Bằng cách sử dụng quảng cáo video trực tuyến, chiến dịch marketing không còn bị giới hạn bởi tương tác trong vùng địa phương. Đây sẽ là công cụ tuyệt vời để tiếp cận đến mọi người trên khắp thế giới và nhà marketing cần phải tạo ra nội dung hấp dẫn, có tính lan truyền cao.

### Tính linh hoạt
Nhà marketing có thể quyết định người dùng xem hết video hay có cơ hội bỏ qua một phần của video. Tuy nhiên, để người dùng xem hết cả video lại chiếm chi phí nhiều hơn có thể mang lại lợi ích cho doanh nghiệp. Những việc này cũng làm người dùng cảm thấy bực bội khi không thể bỏ qua video và dẫn đến xa lánh thương hiệu.
Thể loại quảng cáo video không giới hạn:
Vũ trụ kỹ thuật số là không giới hạn. Theo đó, nhà marketing có thể thiết kế và xây dựng thương hiệu ở dạng rich media, bao gồm đường dẫn link URL, banner mở rộng, hashtag kêu gọi hành động hoặc nhấp để xem thêm. Những video này có thể được đăng lên nhiều nền tảng khác nhau nhằm tăng lượng traffic vào trang web và cả doanh thu công ty.

### Ra mắt sản phẩm mới
Quảng cáo video có lợi trong việc quảng bá sản phẩm hoặc dịch vụ mới. Các nghiên cứu cho thấy phần lớn người xem video giải thích về một sản phẩm nào đó và việc đặt video này lên trang chủ của doanh nghiệp có thể giúp tạo ra sự thu hút. Doanh nghiệp có thể xây dựng các video hoạt hình để giải thích các khái niệm khó hiểu cho người xem vì những video này tạo cảm hứng, sáng tạo và gợi kỷ niệm về thời trẻ thơ.

## Thách thức của quảng cáo video

### Bỏ qua quảng cáo
Một số nút được sử dụng trực tuyến phổ biến nhất là các nút cho phép người dùng bỏ qua quảng cáo hoặc chỉ đơn giản là đóng nó hoàn toàn. Trừ khi bạn tạo ra thứ gì đó cực kỳ hay ho và sáng tạo để mọi người muốn xem đi xem lại. Hãy thừa nhận rằng tất cả các bạn đều yêu thích nút "bỏ qua quảng cáo" và cảm thấ khó chịu khi bạn phải chờ 5 giây để làm điều đó.

### Thời điểm
Quảng cáo video trực tuyến có thể được đặt sai thời điểm. Ví dụ, một giáo sư làm việc sẽ không duyệt web vào giờ cao điểm; hay khi học sinh đi học,... Đặt video quảng cáo đúng thời điểm phù hợp với đối tượng mục tieu có lẽ khó nắm bắt hơn là giải quyết một vụ án giết người bí ẩn.

### Vị trí
Có thể có một số loại trang web nhất định mà bạn không muốn quảng cáo của mình xuất hiện, nhưng việc kiểm soát nơi chúng được hiển thị phụ thuộc vào kênh phân phối quảng cáo của bạn và đối với một số kênh, đây có thể là một thách thức.

### Đo lường
Nếu bạn không thể chứng minh rằng quảng cáo của bạn đang đến được với số đông và tạo ra tác động tích cực thực sự, thật khó để biện minh cho việc chi tiêu tiền, ngay cả khi nó rẻ hơn các hình thức quảng cáo khác. Do đó, hãy đảm bảo bạn thu thập và đưa ra quyết định dựa trên số liệu phù hợp.

## Top xu hướng quảng cáo video trong những năm gần đây

### Quảng cáo video ngắn hơn
Ngày nay, khách hàng chỉ xem một quảng cáo khi nó có liên kết, tạo sự chú ý và có giá trị. Vì thế, người xem quảng cáo trong từng phương tiện truyền thông đã giảm bớt. Điều này dẫn đến xu hướng của các thương hiệu dẫn đầu hiện nay thử nghiệm các quảng cáo video có thời gian ngắn nhằm ngăn người xem bấm nút bỏ qua và sự chú ý ngắn hạn của họ.
Các quảng cáo bumper ad ngắn là một thách thức sáng tạo cho các nhà marketing. Họ cần kể một câu chuyện thương hiệu chỉ dưới 15 giây. Quảng cáo này yêu cầu nội dung có thể gây ra phản ứng cảm xúc ngay lập tức từ người xem. Vì thế, biên tập sáng tạo video là một công việc bắt buộc. Theo một nghiên cứu của Google, 90% các chiến dịch quảng cáo bumper ad đã tăng mức thu hồi quảng cáo toàn cầu lên trung bình 30%. Dự đoán rằng nhiều thương hiệu sẽ nhảy theo xu hướng trong các năm tiếp đến.

### Quảng cáo OTT
Over the top (OTT) là thuật ngữ diễn tả nội dung video được phát tán khắp các phương tiện truyền thông internet. Những dịch vụ này làm gián đoạn truyền hình phát sóng và đưa thế hệ khách hàng mới ra khỏi các dịch vụ có vệ tinh.
Có ba loại mô hình nhu cầu video trên thị trường OTT hiện tại:
- VOD có phụ đề: Netflix, Hulu, HBOGo
- VOD chuyển đổi: iTunes, Amazon, Google Play
- VOD có quảng cáo: YouTube, Twitch, Vimeo

Marketing thông qua những kênh này cung cấp các lợi ích tương tự như quảng cáo trực tuyến thông thường. Tuy nhiên, OTT cho phép nhà marketing tối ưu hóa mục tiêu, chèn quảng cáo và phân tích nâng cao để tạo ra các quảng cáo cá nhân hóa nhiều hơn với thời lượng phát ngắn hơn. Điều này cho phép các thương hiệu chạy quảng cáo đầy màn hình phục vụ cho thói quen xem của toàn bộ hộ gia đình. Người xem quảng cáo từ thiết bị streaming OTT không thể bỏ qua hoặc lắp đặt ứng dụng gỡ bỏ quảng cáo. Kết quả là tỷ lệ hoàn thành video cao hơn đáng kể cho quảng cáo OTT so với quảng cáo video trên trình duyệt.
Số lượng địa điểm để quảng cáo thông qua OTT đang ngày càng phát triển. Sự lặp lại trong tương lai có thể kết hợp dữ liệu từ các thiết bị khác trong gia đình để tạo mục tiêu hiệu quả hơn nữa. Thiết bị công nghệ này không chỉ tối đa hóa tiềm năng của chiến dịch quảng cáo mà còn đảm bảo người xem thấy quảng cáo tương thích với sở thích của họ. Những năm sắp tới, OTT có thể phát triển trở thành một trong các kênh sinh lợi cho nhà quảng cáo hiện đại.

### Những định dạng quảng cáo dọc đầu tiên trên thiết bị di động
Điện thoại thông minh đã trở nên phổ biến. Năm 2018, các thiết bị di động chiếm hơn 52% tổng lưu lượng truy cập trực tuyến trên toàn thế giới và tất cả các số liệu thống kê tiếp thị video cho thấy sự tăng trưởng liên tục. Các nhà tiếp thị nhận thức rõ rằng người tiêu dùng hiện đang dựa vào điện thoại của họ để xem tin tức, mua sắm và một phần đáng kể giải trí của họ. Do đó, các thương hiệu đã làm việc để thiết kế trang web, quảng cáo và thậm chí cả dịch vụ thân thiện với thiết bị di động. Tạo trải nghiệm người dùng trực quan này rất quan trọng trong thời đại mài gần một nửa tất cả các giao dịch trực tuyến được thực hiện trên điện thoại thông minh.
Ngoài việc thay đổi cách chúng ta tiêu thụ, điện thoại di động cũng đã bắt đầu ảnh hưởng đến cách chúng ta tạo nội dung video. Phần lớn các video được ghi lại trên thiết bị di động ngày nay đang được quay ở định dạng thẳng đứng được gọi là video dọc. Đó là một xu hướng đã khiến nhiều thương hiệu tạo ra các quảng cáo dọc dành cho các nền tảng như Instagram Stories, Snapchat và thậm chí là Facebook. Sử dụng định dạng dọc này cho phép các nhà tiếp thị có được nội dung hấp dẫn trước khách hàng hiện đại và giảm thiểu sự phân tâm trên màn hình.
Những Stories dọc của Instagram được báo cáo là vượt qua các trang tin tức của Facebook và Instagram về mức độ tương tác của người dùng. Ngoài ra, sự ra đời của các Instagram Story cho phép mua hàng và nền tảng video dọc IGTV đã tạo ra một động lực thiết thực để tạo ra định dạng này. Chúng ta có thể hy vọng việc sử dụng nội dung đầu tiên trên thiết bị di động sẽ tiếp tục lan truyền tích cực trong thời gian tới.

### Cinemagraphs
Ảnh động Cinemagraphs là một hình thức mới của nghệ thuật kỹ thuật số đang trở nên phổ biến trên mạng. Những hình ảnh và video lai này chứa một chuyển động tinh tế phát trong một vòng lặp liền mạch trong khi phần còn lại của hình ảnh vẫn còn. Nó có hiệu ứng trực quan thú vị tạo ra ảo ảnh bạn đang xem hoạt hình. Cho dù đối tượng là sóng đập vào bờ hay ánh nến lung linh, kết quả cuối cùng là một hình ảnh lôi cuốn thu hút sự chú ý của người xem.
Ảnh động Cinemagraphs được thực hiện bằng máy ảnh cao cấp và công cụ hậu kỳ để tổng hợp một loạt ảnh hoặc video ghi lại. Người đầu tiên sử dụng kỹ thuật này (hoặc phổ biến nó) là các nhiếp ảnh gia có trụ sở tại New York Kevin Burg và Jamie Beck. Ban đầu nó được dự định mang lại sự sống cho những bức ảnh trong tuần lễ thời trang của họ nhưng cuối cùng đã khơi dậy sự tò mò của các trang web và nhà quảng cáo bắt đầu sử dụng Ảnh động Cinemagraphs cho các chiến dịch tiếp thị.
Ảnh động Cinemagraphs thu hút nhiều sự quan tâm hơn ảnh tĩnh mà không có các chuyển động như video. Nó đòi hỏi một chút trí tưởng tượng, nhưng nó giúp các nhà quảng cáo kể câu chuyện của họ theo một cách khác

### Nội dung do người dùng tạo ra
Ngay cả trong thời đại kỹ thuật số, tiếp thị truyền miệng vẫn là một tài sản quý giá cho các thương hiệu. Trong một cuộc khảo sát gần đây, 76% người tiêu dùng cho biết họ tin tưởng vào nội dung được chia sẻ bởi những người thường hơn so với các thương hiệu. Điều này nhấn mạnh tầm quan trọng của việc tận dụng nội dung do người dùng tạo hoặc UGC để tạo niềm tin với khán giả của bạn. UGC có thể được định nghĩa là hình ảnh, video, đánh giá, bài đăng trên phương tiện truyền thông xã hội hoặc bất kỳ nội dung có liên quan nào được tạo bởi những người hâm mộ không được trả tiền của thương hiệu của bạn. UGC không chỉ có ý thức về ngân sách hơn các hình thức tiếp thị khác mà còn được chứng minh là tạo ra mức độ tương tác cao hơn 7 lần so với nội dung tạo ra thương hiệu tiêu chuẩn.
Điều khiến UGC hấp dẫn nhất là tính xác thực mà nó thể hiện cho người xem. Ngày nay, khách hàng của không còn ấn tượng với chiến thuật bán hàng thúc đẩy. Mọi người muốn tương tác với các thương hiệu mà họ cảm thấy có sự kết nối cảm xúc. Cách tốt nhất để xây dựng mối quan hệ đó là thông qua tính minh bạch và kể chuyện. Các thương hiệu tìm mọi cách bao gồm tiếp thị với người hâm mộ của họ, chỉ cần tiếp thị với họ, họ đã tạo ra một cộng đồng khả thi mà mọi người rất hào hứng khi trở thành một phần của cộng đồng đó.
Toyota, ví dụ, tăng mức độ tham gia quảng cáo lên 440% với UGC.
Trải nghiệm trực tuyếni ngày càng trở nên hướng đến nội dung hơn khi khách hàng tìm kiếm trải nghiệm thương hiệu phù hợp với lợi ích cá nhân của họ. Các nhà tiếp thị thành công trong việc tạo hoặc khuyến khích UGC sẽ phát triển một thương hiệu mà mọi người có thể kết nối.

### Quảng cáo trong luồng Facebook
Quảng cáo trong luồng cho phép nhà quảng cáo đặt video 5-15 giây trực tiếp trong video trực tiếp và video theo yêu cầu trên thiết bị di động. Những quảng cáo giữa chừng, ngắn này có thể được tối ưu hóa lượt xem video, nhận thức về thương hiệu, cài đặt ứng dụng, tiếp cận hoặc tương tác. Tính năng này đã được chứng minh là cực kỳ hiệu quả: 70% quảng cáo được xem đến khi hoàn thành. Quảng cáo trong luồng cũng không thể bỏ qua và duy trì tỷ lệ trên mục tiêu trung bình là 89%. Điều này đã khiến chúng trở thành một công cụ phổ biến để khai thác vào Facebook trung bình hàng ngày 8 tỷ lượt xem video.
Một lợi ích nữa của quảng cáo trong luồng là khả năng phân phối trên Mạng lưới người dùng Facebook. Điều này cho phép các nhà quảng cáo hiển thị quảng cáo cho mọi người trong khi họ đang xem video trên các trang web và ứng dụng của bên thứ ba. Quảng cáo video dựa trên mạng lưới khán người dùng khác với quảng cáo trong luồng thông thường. Chúng có thể xuất hiện dưới dạng quảng cáo đầu video hoặc giữa video và chạy dài tối đa 30 giây. Ngoài ra, quảng cáo trong luồng được phân phối qua mạng lưới đối tượng có thể được hiển thị trên cả thiết bị di động và máy tính để bàn. Hơn một tỷ người nhìn thấy một quảng cáo thông qua mạng lưới người dùng Facebook (Facebook Audience Network) mỗi tháng, làm cho nó trở thành một tùy chọn hữu ích để mở rộng phạm vi của chiến dịch quảng cáo của bạn.
Gần đây, Facebook quyết định cung cấp tùy chọn cao cấp cho các nhà quảng cáo trong luồng. Giờ đây, các thương hiệu có thể lựa chọn Dự trữ trong luồng, đảm bảo vị trí trong các video hiệu suất cao từ các nhà sản xuất và nhà sáng tạo chất lượng cao. Khi Facebook tiếp tục ưu tiên video hơn các hình thức nội dung khác, quảng cáo trong luồng sẽ trở thành một

### Sự gia tăng ngân sách
Khi mức xem video ngày càng tăng lên, các nền tảng như Facebook, Instagram, Twitter và thậm chí LinkedIn đã khiến tiếp thị video dành nhiều sự quan tâm hơn cho hình thức quảng cáo này. Năm 2018, các thương hiệu đã chi hơn 90 tỷ đô la cho quảng cáo video. Theo một báo cáo gần đây của Forrester, con số này dự kiến sẽ đạt 102,8 tỷ đô la vào năm 2023. Sự bùng nổ của video cùng với các phân tích nâng cao đã khiến quảng cáo video trở nên quan trọng đối với bất kỳ kế hoạch tiếp thị trực tuyến nào.
Một trong những thiết bị xem video chứng kiến sự tăng vọt lớn nhất trong chi tiêu quảng cáo sẽ là video trên thiết bị di động. Video quảng cáo trên thiết bị di động là loại video phát triển nhanh nhất - chiếm hơn một nửa số lượt phát trên tổng số các loại video. Các nhà quảng cáo đã chi hơn 30 tỷ đô la cho quảng cáo video trên điện thoại di động trong năm 2018. Những con số này có thể còn tăng cao hơn khi các nhà cung cấp nội dung tiết lộ nhiều nền tảng và trải nghiệm đầu tiên trên thiết bị di động. Đối với các nhà quảng cáo muốn nhảy vào cơ hội đang phát triển này, việc tập trung vào việc tạo nội dung video hướng đến câu chuyện có giá trị cao là rất quan trọng.
Các nhà tiếp thị thúc đẩy sự tăng đột biến này trong chi tiêu quảng cáo video cũng sẽ là nhà lãnh đạo thử nghiệm các định dạng mới và được đề cập trước đó. Chúng ta có thể hy vọng sẽ thấy nhiều thương hiệu áp dụng quảng cáo dọc, sáu giây và không thể bỏ qua vào chiến lược tiếp thị trực tuyến trong năm nay. Cùng với nhau, ngân sách lớn hơn và quảng cáo được tối ưu hóa có thể tạo ra cơn bão hoàn hảo để tận dụng sự tăng trưởng theo cấp số nhân của quảng cáo video.